# Glenea subteraurescens
Glenea subteraurescens là một loài bọ cánh cứng trong họ Cerambycidae.